# Jalna (distrikt)

Distriktets läge i Maharashtra.

Jalna är ett distrikt i delstaten Maharashtra i västra Indien. Befolkningen uppgick till 1 612 980 invånare vid folkräkningen 2001, på en yta av 7 718 kvadratkilometer. Den administrativa huvudorten är Jalna. 

## Administrativ indelning
Distriktets är indelat i åtta tehsil (en kommunliknande enhet):
- Ambad
- Badnapur
- Bhokardan
- Ghansawangi
- Jafferabad
- Jalna
- Mantha
- Partur

## Städer
Distriktets städer är Jalna, distriktets huvudort, samt:
- Ambad, Bhokardan samt Partur